# Бирнамвуд, Висконсин
Бирнамвуд, Висконсин (енгл. Birnamwood) град је у америчкој савезној држави Висконсин.

## Демографија
По попису из 2010. године број становника је 818, што је 23 (2,9%) становника више него 2000. године.
| Група             | 2000.       | 2010.       |
| Белци             | 775 (97,5%) | 785 (96,0%) |
| Афроамериканци    | 1 (0,1%)    | 4 (0,5%)    |
| Азијати           | 10 (1,3%)   | 0 (0,0%)    |
| Хиспаноамериканци | 1 (0,1%)    | 15 (1,8%)   |
| Укупно            | 795         | 818         |